# Деннвиль
Деннвиль (фр. Denneville) — коммуна на северо-западе Франции в департаменте Манш (регион Нормандия). Прибрежное поселение расположено на западном берегу полуострова Котантен. Численность населения — 586 человек.
Коммуна фактически состоит из двух частей — небольшого морского курорта Деннвиль-Плаж, открытого в начале XX века, а также посёлка Деннвиль-Бурж, расположенного вокруг мэрии и церкви.

## Города-побратимы
- Денвайлер-Фронбах, Германия (2006)